# Myrmarachne transversa
Myrmarachne transversa là một loài nhện trong họ Salticidae.
Loài này thuộc chi Myrmarachne. Myrmarachne transversa được Mukerjee miêu tả năm 1930.